# Déclaration unilatérale d'indépendance de l'Égypte
La déclaration unilatérale d'indépendance de l'Égypte du 28 février 1922 est l'instrument juridique par lequel la Grande-Bretagne abolit le protectorat en Égypte, reconnaît ce pays comme un État souverain indépendant, mais y maintient son influence dans plusieurs domaines importants. Les restrictions à la souveraineté de l'Egypte ne permettent pas de parler de décolonisation pleine et entière, l'indépendance accordée étant à certains égards plus formelle que réelle.
La déclaration d'indépendance égyptienne n'impliquait pas de souveraineté pour l'Égypte, mais un statut « semi-autonome » d'un territoire qui restait sous domination britannique, selon l'historienne Caroline Elkins. 

## Facteurs ayant conduit à la promulgation de la Déclaration

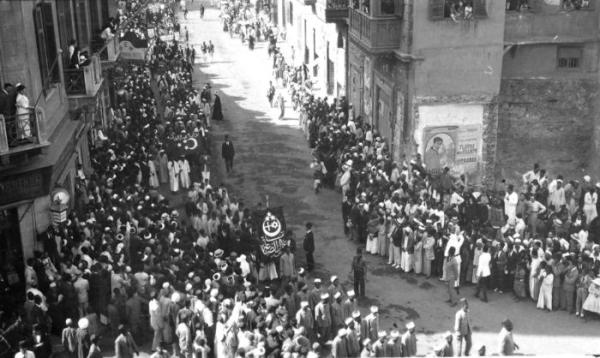
Manifestation en Égypte en 1919 ; la foule brandit un drapeau égyptien avec le croissant, la croix et l'étoile de David.

À partir de 1882, l'Égypte est occupée militairement par la Grande-Bretagne, sans être annexée. En 1914, l'Egypte devient un protectorat britannique, c'est-à-dire un État administré par la Grande-Bretagne mais qui ne fait pas partie de l'Empire britannique. Ce statut officialise le rôle politique et militaire joué par la Grande-Bretagne en Égypte depuis 1882.
Le contrôle continu des affaires égyptiennes par la Grande-Bretagne, ainsi que la répression exercée par les Britanniques contre les Égyptiens qui demandaient l'indépendance ont déclenché la révolution égyptienne de 1919. Le gouvernement de la  Grande-Bretagne a été contraint alors d'entamer des négociations avec les nationalistes. Une commission britannique qui enquêta sur les causes du soulèvement admit que le protectorat n'était plus un régime adapté, et que la Grande-Bretagne devait conclure  avec les nationalistes un traité d'alliance. Le haut-commissaire spécial Lord Allenby dut libérer le leader nationaliste Saad Zaghloul. La Déclaration d'indépendance en 1922 «fut le résultat le plus important de la Révolution de 1919» selon l'historien Albert Adu Boahen.

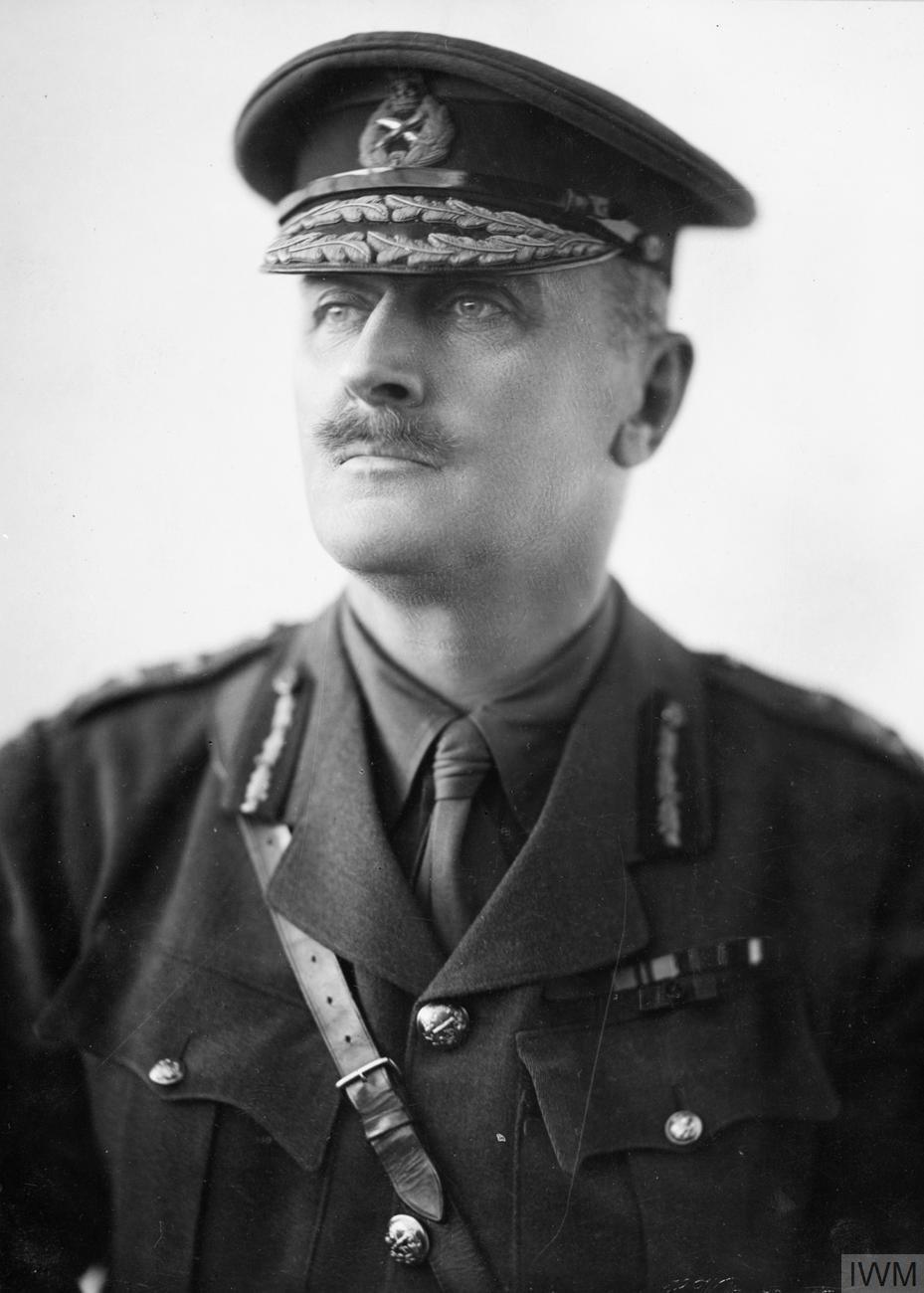
Edmund Allenby

Côté britannique, le haut-commissaire britannique Edmund Allenby était favorable à l'accord préconisé par la commission Milner par lequel la Grande-Bretagne reconnaîtrait à terme l'Égypte comme un État indépendant ; cet accord était nécessaire, selon lui, pour calmer les esprits. En revanche, le gouvernement de coalition du Premier ministre britannique Lloyd George voulait maintenir le protectorat sur l'Égypte ; Allenby menaça alors de démissionner. L'accord avait peu de chances de recevoir l'aval de Londres s'il ne préservait pas le pouvoir des Britanniques en Egypte.

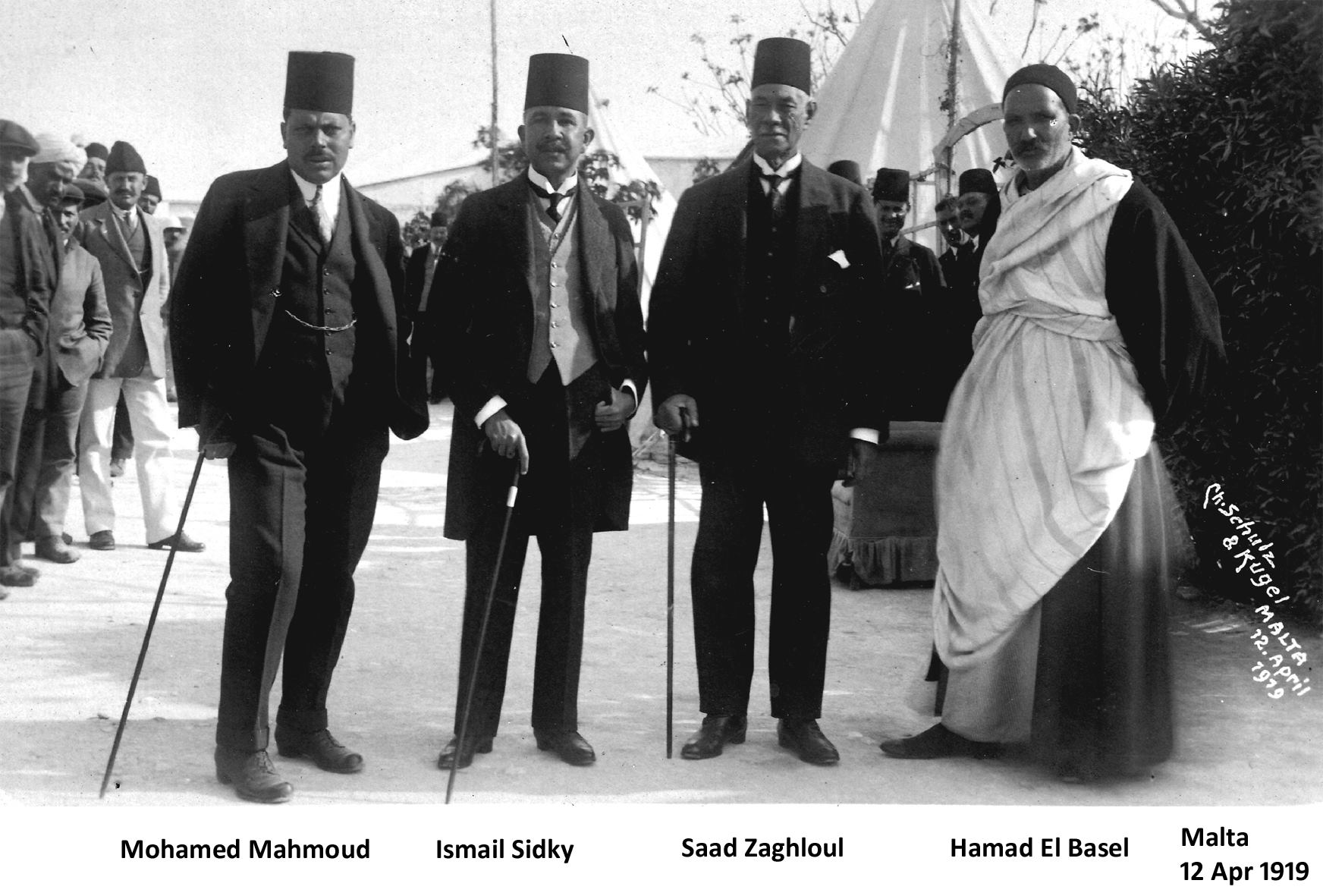
Saad Zaghloul, exilé politique à Malte (le troisième en partant de la gauche), le 12 avril 1919. Il est entouré de Mohammad Mahmoud Pacha (le premier en partant de la gauche), Ismaïl Sidqi Pacha (le deuxième), futurs premiers ministres

Côté égyptien, un clivage s'est fait jour en 1920 entre les partisans d'un compromis avec la Grande-Bretagne, et des militants plus radicaux qui souhaitaient poursuivre le combat afin d'obtenir satisfaction sur toutes les revendications nationales. Les premiers sont des nationalistes égyptiens modérés rassemblés autour du premier ministre égyptien Adli Yakan Pacha. Les seconds ont pour chef de file Saad Zaghloul. L'administration coloniale britannique attisa les conflits entre les deux camps, appliquant en cela la maxime selon laquelle il faut "diviser pour mieux régner".
La déclaration a été précédée d'une période de négociations non concluantes entre les gouvernements égyptien et britannique. Les sujets de désaccord comprenaient la position de l'Égypte sur les questions du protectorat et de son rôle futur au Soudan. Ces négociations ayant échoué, la Grande-Bretagne a agi unilatéralement pour mettre fin au protectorat et reconnaître l'Égypte en tant qu'État indépendant.

## Contenu de la Déclaration
La Déclaration élargit les prérogatives du gouvernement égyptien dans les domaines des affaires intérieures et extérieures. Elle prépare  l'établissement d'un régime constitutionnel, conformément au vœu exprimé depuis 1883 par les nationalistes égyptiens. Elle restaure le poste de ministre égyptien des affaires étrangères, qui n'existait plus depuis 1914.
À la suite de la promulgation de la Déclaration, le sultan Fouad devient le roi d'Egypte (Fouad Ier).
Toutefois par cette Déclaration unilatérale, la Grande-Bretagne a imposé des « point réservés », des pouvoirs qu'elle s'octroyait dans quatre domaines centraux de la gouvernance de l'Égypte. L'occupation militaire du sol égyptien par les armées de la Grande-Bretagne était maintenue,. Les étrangers gardaient leurs privilèges extraterritoriaux, autre limite à la souveraineté égyptienne. La sécurité des communications avec l'Empire colonial britannique devait être assurée, principalement par le contrôle britannique du canal de Suez. La Grande-Bretagne fixait les termes du condominium de l'Egypte et de la Grande-Bretagne au Soudan. Ces ingérences et restrictions grevaient l'indépendance accordée à l'Egypte. En dehors des sujets de politique extérieure et les droits des étrangers, la souveraineté intérieure est entière (police, justice, éducation, économie etc.).
Le gouvernement égyptien n'a pas consenti à ces points réservés, de sorte que les revendications nationalistes en Egypte ont continué à s'exprimer ; c'est une des causes de la révolution égyptienne de 1952 trois décennies plus tard. Le leader nationaliste Saad Zaghloul présenta la Déclaration comme un «désastre national».

## Indépendance effective après la Seconde guerre mondiale

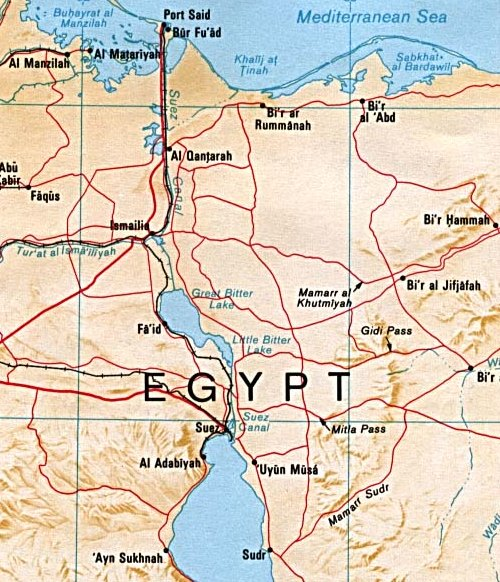
Le canal de Suez qui relie la ville de Port-Saïd en Mer Méditerranée à la ville de Suez dans le golfe de Suez sur la mer Rouge ; il permet aux navires d'aller d'Europe en Asie sans devoir contourner l'Afrique par le cap de Bonne-Espérance.

Bien qu'elle réponde aux demandes immédiates des nationalistes égyptiens concernant la fin du protectorat, la Déclaration est à leurs yeux globalement insatisfaisante. Ils continuent à revendiquer la renégociation des termes de la relation entre les deux pays. La Grande-Bretagne a recours à la répression lors de l'accession au poste de Premier ministre du conservateur Stanley Baldwin au pouvoir et à la suite de l’assassinat en 1924 du commandant des troupes au Soudan Lee Stack. Le traité anglo-égyptien de 1936 a résolu certains problèmes, mais aucune réponse n'a été donnée à d'autres, en particulier concernant le Soudan et la présence de personnel militaire britannique dans la zone du canal de Suez. Par le traité de 1936, le pays accède à une indépendance presque complète. Le Royaume-Uni évacue toutes les troupes britanniques présentes sur le sol égyptien, à l'exception des dix mille hommes nécessaires à la protection du canal de Suez. De plus, le Royaume-Uni s'engageait à approvisionner et entraîner l'armée égyptienne, et à le protéger en cas d'agression (ce qui fut le cas lors de l'invasion italienne de l'Égypte en 1940). 
L'incident du palais d'Abedin en 1942 : En 1942, la Grande-Bretagne «n’a pas hésité à encercler le palais royal avec des chars pour imposer au roi d'Egypte un nouveau gouvernement», selon les termes de l'historien Eberhard Kienle. L'incident sera un facteur majeur de la montée du sentiment révolutionnaire et anti-monarchique dans le pays. 
L'indépendance politique de l'Egypte n'advient qu’après la Seconde Guerre mondiale, quand la Grande-Bretagne n'a plus les moyens de conserver son empire.  
Le coup d'État égyptien de 1952 commence le 23 juillet 1952 avec le coup d'État du Mouvement des officiers libres, dirigé par Mohammed Naguib et Gamal Abdel Nasser, pour renverser le roi Farouk, et en finir avec l'occupation par le Royaume-Uni. 
Selon Pierre Brocheux la souveraineté égyptienne ne devient effective qu'en juillet 1956, avec la nationalisation de la Compagnie du canal de Suez sous Nasser. 
L’accession de l'Egypte à l’indépendance est le résultat d'un processus qui couvre plusieurs décennies.

## Arrière-plan
Le statut de l'Égypte était complexe depuis sa séparation virtuelle de l'Empire ottoman en 1805 sous Muhammad Ali Pacha. À partir de cette date, l'Égypte était, en droit, un État vassal autonome de l'Empire ottoman, mais en fait, un Etat indépendant, avec sa propre monarchie héréditaire, son armée, sa monnaie, son système juridique et son empire au Soudan. 
À partir de 1882,  l'Égypte sous la dynastie alaouite, nominalement vassale de la Sublime Porte, est occupée militairement par la Grande-Bretagne. En 1914, le khédive Abbas II Hilmi exilé à Constantinople ayant choisi le camp de l'Empire ottoman dans la Première Guerre mondiale, les Britanniques font proclamer sa déposition. Le 18 décembre 1914,  l'Égypte devient un protectorat britannique ; elle rompt les derniers liens symboliques qui la rattachaient à l'Empire ottoman et sert de base à l'armée britannique dans la campagne du Sinaï et de la Palestine sans qu'il soit demandé à la population égyptienne de fournir des troupes à l'Entente. Le protectorat conduit à la situation unique d'un pays légalement vassal de l'Empire ottoman tout en ayant presque tous les attributs d'un État, mais en réalité gouverné par la Grande-Bretagne dans ce qu'on appelait un « protectorat voilé ». 
La fiction juridique de la souveraineté ottomane a pris fin en 1914.

## Texte
Le texte suivant a été publié pour la première fois en 1922. En conséquence, il est actuellement dans le domaine public aux États-Unis, ainsi qu'au Royaume-Uni où son droit d' auteur de la Couronne a expiré. 

Déclaration à l'Égypte du gouvernement de Sa Majesté britannique (28 février 1922)
Considérant que le Gouvernement de Sa Majesté, conformément à ses intentions déclarées, désire reconnaître immédiatement l'Egypte comme un Etat souverain indépendant ; et
Considérant que les relations entre le Gouvernement de Sa Majesté et l'Égypte sont d'un intérêt vital pour l'Empire britannique ;
Les principes suivants sont déclarés :
1. Le protectorat britannique sur l'Égypte prend fin et l'Égypte est déclarée État souverain indépendant.
2. Dès que le Gouvernement de Son Altesse aura adopté une loi d'indemnisation s'appliquant à tous les habitants de l'Égypte, la loi martiale, telle que proclamée le 2 novembre 1914, sera abrogée.
3. Les questions suivantes sont absolument réservées à la discrétion du Gouvernement de Sa Majesté jusqu'à ce qu'il soit possible, par des discussions libres et des arrangements amicaux des deux parties, de conclure des accords à ce sujet entre le Gouvernement de Sa Majesté et le Gouvernement égyptien :
a) La sécurité des communications de l'Empire britannique en Égypte ;
b) La défense de l'Egypte contre toute agression ou ingérence étrangère, directe ou indirecte ;
c) La protection des intérêts étrangers en Égypte et la protection des minorités;
(d) Le Soudan.
Dans l'attente de la conclusion de tels accords, le statu quo dans toutes ces matières restera intact.